# Pontiac Astre
Pontiac Astre — субкомпактный автомобиль, выпускавшийся с 1972 по 1977 год подразделением Pontiac компании General Motors. Являлся ребеджингом Chevrolet Vega. 

## Описание
Впервые Pontiac Astre был представлен в 1972 году. С 1973 по 1974 год автомобиль продавался в Канаде, а с 1975 года автомобиль продавался в США. Конкурентами являлись Mercury Bobcat, Volkswagen Rabbit и Toyota Corolla.

## Технические характеристики
Pontiac Astre базировался на платформе H-body и выпускался в кузовах хетчбэк, седан, универсал и панельный фургон. До 1977 года автомобиль оснащался 2,3-литровым рядным четырёхцилиндровым бензиновым двигателем с алюминиевым блоком цилиндров, который применялся в Chevrolet Vega, а в 1977 году автомобиль опционально оснащался 2,5-литровым рядным четырёхцилиндровым бензиновым двигателем.

## Галерея
- 1973 Pontiac Astre
- 1975 Astre Li'l Wide Track
- Pontiac Astre после фейслифтинга
- Вид сзади
- «Astre» в переводе с французского означает «звезда»

## Производственные показатели
| Год  | Горячий хэтчбек | Хетчбэк | Универсал | Всего   |
| 1975 | 8,330           | 40,809  | 15,322    | 64,601  |
| 1976 | 18,143          | 19,116  | 13,125    | 50,384  |
| 1977 | 2,327           | 12,120  | 10,341    | 32,788  |
|      |                 |         |           | 147,773 |

- 1973—1974 (GM of Canada) Н/Д
- 1975 Panel Delivery — 131 (включено в общий список 1975 года)
- 1977 Astre Formula — 67 (20 горячих хэтчбеков и 47 хетчбэков)